# Herbert Berghof
Herbert Berghof (13 de setembro de 1909 — 5 de novembro de 1990) foi um ator, diretor e escritor de teatro.
Nascido em Viena, Áustria, Berghof formou-se em Artes Dramáicas, pela Universidade de Viena. Era um discípulo de Max Reinhardt e, dessa forma, também dedicou sua vida ao teatro.
Em 1939, quando os nazistas anexaram a Áustria, deixou Viena e foi buscar refúgio em Nova Iorque. Com isso, acabou atuando em diversas produções da Broadway, tendo trabalhado ao lado de grandes nomes, tais como George C. Scott e José Ferrer.
Inconformado com a falta de oportunidades para atores de teatro, nos EUA, fundou a HB Studio, um lugar para os artistas praticassem seu ofício, continuamente, a um mínimo custo.
Casado com a atriz alemã Uta Hagen, durante 33 anos, veio a falecer em novembro de 1990, aos 81 anos de idade.